# Shakespeare Programming Language
Pour les articles homonymes, voir Shakespeare (homonymie).
Le Shakespeare Programming Language ou SPL est un langage de programmation créé par Karl Hasselström et Jon Åslund en février 2001. Le code source des programmes écrits en SPL ressemble à une pièce de théâtre. Il est inspiré de langages comme le Malbolge ou le Brainfuck et doit son nom au dramaturge anglais William Shakespeare.

## Écrire un programme en SPL
Le développeur écrit son code source sous la forme d'une pièce de théâtre répondant aux conventions suivantes :
- Les premières lignes du programme forment le titre (jusqu'à ce qu'un point soit rencontré) et sont ignorées. Elles n'ont qu'un but esthétique et sont stricto sensu des commentaires ;
- Les lignes suivantes sont une liste des personnages de la pièce, chacun correspondant à une variable. Il n'existe qu'un seul type de variable, pouvant contenir un nombre entier signé (positif ou négatif). Toutes les variables doivent être déclarées. Seuls les noms de personnages de Shakespeare peuvent être utilisés (e.g. Romeo, Juliet, Hamlet…) ;
- Le programme est un ensemble d'actes et de scènes, servant à la fois de découpage esthétique de la pièce et d'étiquette pour le parser. Chaque acte ou scène est annoncé par une ligne débutant par le mot Act ou Scene suivi d'un nombre romain, et éventuellement d'un titre qui sera considéré comme un commentaire (e.g. Scene I ou Act III : The tree revolution) ;
- Chaque scène peut débuter par une entrée de personnages. Pour qu'une variable soit utilisée dans cette scène, il y a lieu de la faire monter sur les planches avant de pouvoir l'utiliser. Cette entrée se traduit par une ligne entre crochet sous la forme [Enter Romeo and Juliet] ;
- Chaque scène peut de même se clore par une sortie des variables sous la forme d'une ligne comme [Exit Lady MacBeth] ou, s'il y a plusieurs variables, [Exeunt Achilles and Paris]. Si un personnage sort et entre ultérieurement, la variable ne conservera pas sa valeur précédente et sera réinitialisée ;
- Entre les lignes d'entrée et de sortie des personnages, viennent les répliques contenant les instructions du programme. Chaque réplique commence par un personnage (e.g. Ajax:) et une ou plusieurs phrases ;
- Sauf cas particulier énoncé ci-dessous, chaque phrase assignera une valeur. Chaque nom correspond à une constante 1 s'il est joli, -1 dans le cas contraire. Ainsi, flower, joy ou angel vaudront 1, tandis que devil, bastard ou death vaudront -1[3]. D'autres noms, plus neutres, comme tree vaudront également 1. Tout adjectif précédant un nom le multipliera par deux. Ainsi pour construire des nombres, il y a lieu généralement d'écrire une somme ou une différence de puissances de deux. Ainsi, à la somme suivante : « a charming cute golden flower and the silly beggar » sera assignée la valeur de 6 ({\displaystyle 2^{3}\times 1+2\times -1}).

Note pour les non-anglophones : en effet, charming, cute et golden sont des adjectifs, flower est joli, silly est un adjectif, et beggar n'est pas joli. D'où la formule ci-dessus.